# Bagan Keladi
Bagan Keladi is een bestuurslaag in het regentschap Dumai van de provincie Riau, Indonesië. Bagan Keladi telt 4222 inwoners (volkstelling 2010).